# بعوضة حمراء الصدر
بعوضة حمراء الصدر (الاسم العلمي:Culex erythrothorax) هي نوع من الحشرات تتبع جنس البعوضة من الفصيلة البعوضيات.